# A album
A Album是日本二人組合近畿小子的首張專輯。於1997年7月21日由傑尼斯娛樂唱片公司發行。

## 解說
本專輯與首張單曲「玻璃少年」同時發售。雖然專輯內收錄歌曲從未推出過CD，但由於大部份歌曲曾於演唱會、電視節目等披露過，可謂集合了徇眾要求CD化呼聲較高的歌曲，所以在發售前已經成為了話題。由於本專輯旨在收錄一些在CD出道前就已經完成的作品，故專輯中沒有收錄任何單曲作品，這是KinKi Kids所有專輯中的唯一一張沒有收錄任何單曲作品的專輯。
另外，由於本專輯在不利於Oricon銷量榜累積計算的星期一發售（一般唱片都會在星期三發售），基於樂迷們可能會與同日發售的「玻璃少年」一併購入，故初回限定版以專輯及單曲套裝形式推出，並隨牒附送一個桌上月曆。最終100萬張初回限定版全數售清。由於之前提及過極短的累積計算時間，可能因此導致Oricon銷量榜只能計算初回版的銷量，故造就了唯一一次單曲及專輯同時間全數售清的珍貴紀錄。結果，單曲及專輯雙雙進身百萬銷售行列，亦同時確立了在Oricon銷量榜統計史上首次“出道單曲及專輯達至百萬銷量”的紀錄。
由於眾多收錄於本專輯內的歌曲是KinKi Kids收歸傑尼斯事務所旗下品牌「傑尼斯娛樂」前，即CD出道前的作品，所以各首歌曲的版權也有所不同。但隨著歌曲被商品化，歌曲版權亦因此全部轉由傑尼斯所擁有。即使是一些版權本來屬於其他唱片公司的歌曲，亦一併加上了「（JOHNNY COMPANY）」識別字樣。只有專輯內的一首翻唱作品（請信賴我吧）只寫上了擁有歌曲版權的原作詞及原作曲者名字。
至於專輯標題方面，則使用了往後成為了系列的拉丁字母第一個字母「A」。這個「A」包含了以下的意思：album（專輯）、access（入口、門路）、all in one（全取第一）、appulause（拍手）及appreciate（欣賞）。另外，由於在字母裡排行第一，因此亦同時包含了「最初、以第一為目標」的意思。也有說「A」一字的發音與關西腔中意思為「好」的發音相似，因而包含了「好的專輯」的意思。
專輯起用了由相田毅及谷本新負責作曲作詞的組合，亦令樂迷們耳目一新。其效果在專輯收錄的新曲上尤其顯著。
出道單曲及專輯同時發售，在2006年同事務所的後輩組合KAT-TUN亦曾實行過。這次只有單曲「Real Face」達至百萬銷量，專輯是沒有收錄單曲作品的實質上精選唱片，但卻沒有達至百萬銷量。雖然該作品以套裝銷售的方法發售招致少許批評，但亦有評論指當年KinKi Kids的情況是因為單曲向世間浸透了無可否認地大受歡迎的形像，在當時KinKi Kids的強勢之下才會令專輯也同時大賣。

## 收錄歌曲
1. Rocks
  - 作曲：谷本　新
  - 作詞：相田　毅
  - 編曲：棚橋信二
  - 和唱編排：松下　誠
2. 從Kiss開始的懸疑劇（Kiss）
  - ※堂本剛參與演出的日本電視台連續劇《金田一少年事件簿》（第二季）主題曲。
  - 作曲：山下達郎
  - 作詞：松本　隆
  - 編曲：山下達郎
3. Tell Me
  - 作曲：羽場仁志
  - 作詞：相田　毅
  - 編曲：岩田雅之
4. 我想
  - ※堂本光一參與演出的日本電視台連續劇《銀狼怪奇檔案》片尾曲，堂本光一獨唱。
  - 作曲：谷本　新
  - 作詞：相田　毅
  - 編曲：船山基紀
5. 希望妳感覺到我苦悶的戀情（せつない恋に気づいて）
  - 作曲：寺田一郎
  - 作詞：MIZUE&HIDE
  - 編曲：岩田雅之
6. DISTANCE
  - 作曲：MARK DAVIS
  - 作詞：山本英美
  - 編曲：CHOKKAKU
  - 和唱編排：岩田雅之
7. 不是獨自一人（ひとりじゃない）
  - ※堂本剛參與演出的日本電視台連續劇《金田一少年事件簿》主題曲，堂本剛獨唱。
  - 作曲：MARK DAVIS
  - 作詞：森　浩美
  - 編曲：船山基紀
8. 那個女孩So Fine（So Fine）
  - 作曲：谷本　新
  - 作詞：相田　毅
  - 編曲：CHOKKAKU
  - 和唱編排：西　　司
9. FRIENDS
  - ※兩人參與演出的東京放送連續劇《彷徨少年时（日语：若葉のころ (テレビドラマ)）》（又譯《若葉時代》）主題曲。
  - 作曲：羽場仁志
  - 作詞：森　浩美
  - 編曲：船山基紀
10. 請信賴我吧（たよりにしてまっせ）
  - ※翻唱1956年笠置靜子的同名作品。
  - 作曲：服部良一
  - 作詞：吉田Minao、村雨Masao
  - 編曲：岩田雅之